# Kamcsatkai barnamedve
A kamcsatkai barna medve (Ursus arctos beringianus) a barna medve második legnagyobb termetű alfaja, mérete alig marad el a csúcstartó kodiak medvéétől.

## Megjelenése
Marmagassága 1,5 méter, testtömege akár 650 kg is lehet.
A kifejlett hímek felágaskodva elérhetik a 3 métert is.

## Elterjedése, élőhelye
Kelet-Szibéria tajgavidékein él, legnagyobb populációja a Kamcsatkai-félszigeten fordul elő.
Állatkertekben ritka.

## Életmódja
Főleg gyümölcsöket, bogyókat, kisebb gerinceseket eszik, de kiás egyes gumókat és gyökereket is. A kodiak medvéhez hasonlóan szívesen fogyaszt fűféléket és lazacokat is. Egész nap aktív lehet, de legszívesebben reggel és este mozog.
Magányosan él, de a táplálékban gazdag területeken többen is összegyűlhetnek, például a lazacok ívásakor. Előfordul a kannibalizmus is, a kifejlett erős hím főleg a bocsokra lehet veszélyes. A téli táplálékszegény időszakban nyugalomba vonul, de nem alszik igazi téli álmot. A nőstények ilyenkor hozzák világra még az 1 kg-ot sem elérő, védtelen, csupasz és vak bocsaikat. A fiatalok legalább két évig anyjukkal maradnak, majd 4-6 éves korukban válnak ivaréretté. A teljes testnagyságukat 11 éves korukra érik el.
A kamcsatkai barna medve alapvetően kerüli az embert, de hírhedten kiszámíthatatlan viselkedése révén veszélyes lehet az emberre, időnként előfordulnak tragikus balesetek. Szerencsére élőhelyük viszonylag gyéren lakott terület, így az emberekkel való találkozás lehetősége csekély.